# Evloghia Țârlea
Evloghia Țârlea (n. 1908 – d. 1949) a fost o monahie de la Mănăstirea Samurcășești-Ciorogârla.
A fost canonizată ca sfântă de Sfântul Sinod al Bisericii Ortodoxe Române în ședința sa din 1 iulie 2025, cu titulatura „Sfânta Cuvioasă Muceniță Evloghia de la Samurcășești” și prăznuirea în ziua de 19 decembrie.